# Albert Ströck
Albert Ströck, noto anche come Albert Ströck-Török, Adalbert Ströck o Albert Török (Oradea, 6 marzo 1903 – Budapest, 10 luglio 1969), è stato un calciatore ungherese, fino al 1926 rumeno, di ruolo centrocampista.

## Statistiche

### Cronologia presenze e reti in Nazionale
| Cronologia completa delle presenze e delle reti in nazionale ― Romania | Cronologia completa delle presenze e delle reti in nazionale ― Romania | Cronologia completa delle presenze e delle reti in nazionale ― Romania | Cronologia completa delle presenze e delle reti in nazionale ― Romania | Cronologia completa delle presenze e delle reti in nazionale ― Romania | Cronologia completa delle presenze e delle reti in nazionale ― Romania | Cronologia completa delle presenze e delle reti in nazionale ― Romania | Cronologia completa delle presenze e delle reti in nazionale ― Romania |
| Data                                                                   | Città                                                                  | In casa                                                                | Risultato                                                              | Ospiti                                                                 | Competizione                                                           | Reti                                                                   | Note                                                                   |
| ---------------------------------------------------------------------- | ---------------------------------------------------------------------- | ---------------------------------------------------------------------- | ---------------------------------------------------------------------- | ---------------------------------------------------------------------- | ---------------------------------------------------------------------- | ---------------------------------------------------------------------- | ---------------------------------------------------------------------- |
| 3-9-1922                                                               | Cernăuți                                                               | Romania                                                                | 1 – 1                                                                  | Polonia                                                                | Amichevole                                                             | -                                                                      |                                                                        |
| 10-6-1923                                                              | Bucarest                                                               | Romania                                                                | 1 – 2                                                                  | Jugoslavia                                                             | Amichevole                                                             | -                                                                      |                                                                        |
| 1-7-1923                                                               | Cluj                                                                   | Romania                                                                | 0 – 6                                                                  | Cecoslovacchia                                                         | Amichevole                                                             | -                                                                      |                                                                        |
| 2-9-1923                                                               | Leopoli                                                                | Polonia                                                                | 1 – 1                                                                  | Romania                                                                | Amichevole                                                             | -                                                                      |                                                                        |
| 20-5-1924                                                              | Vienna                                                                 | Austria                                                                | 4 – 1                                                                  | Romania                                                                | Amichevole                                                             | 1                                                                      |                                                                        |
| 27-5-1924                                                              | Colombes                                                               | Paesi Bassi                                                            | 6 – 0                                                                  | Romania                                                                | Olimpiadi 1924 - Ottavi                                                | -                                                                      |                                                                        |
| 31-8-1924                                                              | Praga                                                                  | Cecoslovacchia                                                         | 4 – 1                                                                  | Romania                                                                | Amichevole                                                             | -                                                                      |                                                                        |
| 25-4-1926                                                              | Bucarest                                                               | Romania                                                                | 6 – 1                                                                  | Bulgaria                                                               | Amichevole                                                             | 1                                                                      |                                                                        |
| Totale                                                                 |                                                                        | Presenze                                                               | 8                                                                      |                                                                        | Reti                                                                   | 2                                                                      |                                                                        |

| Cronologia completa delle presenze e delle reti in nazionale ― Ungheria | Cronologia completa delle presenze e delle reti in nazionale ― Ungheria | Cronologia completa delle presenze e delle reti in nazionale ― Ungheria | Cronologia completa delle presenze e delle reti in nazionale ― Ungheria | Cronologia completa delle presenze e delle reti in nazionale ― Ungheria | Cronologia completa delle presenze e delle reti in nazionale ― Ungheria | Cronologia completa delle presenze e delle reti in nazionale ― Ungheria | Cronologia completa delle presenze e delle reti in nazionale ― Ungheria |
| Data                                                                    | Città                                                                   | In casa                                                                 | Risultato                                                               | Ospiti                                                                  | Competizione                                                            | Reti                                                                    | Note                                                                    |
| ----------------------------------------------------------------------- | ----------------------------------------------------------------------- | ----------------------------------------------------------------------- | ----------------------------------------------------------------------- | ----------------------------------------------------------------------- | ----------------------------------------------------------------------- | ----------------------------------------------------------------------- | ----------------------------------------------------------------------- |
| 25-9-1927                                                               | Budapest                                                                | Ungheria                                                                | 5 – 3                                                                   | Austria                                                                 | Coppa Internazionale 1927-1930                                          | 1                                                                       |                                                                         |
| 9-10-1927                                                               | Budapest                                                                | Ungheria                                                                | 1 – 2                                                                   | Cecoslovacchia                                                          | Amichevole                                                              | -                                                                       |                                                                         |
| 25-3-1928                                                               | Roma                                                                    | Italia                                                                  | 4 – 3                                                                   | Ungheria                                                                | Coppa Internazionale 1927-1930                                          | -                                                                       |                                                                         |
| 22-4-1928                                                               | Budapest                                                                | Ungheria                                                                | 2 – 0                                                                   | Cecoslovacchia                                                          | Coppa Internazionale 1927-1930                                          | -                                                                       |                                                                         |
| 6-5-1928                                                                | Budapest                                                                | Ungheria                                                                | 5 – 5                                                                   | Austria                                                                 | Amichevole                                                              | 1                                                                       |                                                                         |
| 7-10-1928                                                               | Vienna                                                                  | Austria                                                                 | 5 – 1                                                                   | Ungheria                                                                | Coppa Internazionale 1927-1930                                          | -                                                                       |                                                                         |
| 1-11-1928                                                               | Budapest                                                                | Ungheria                                                                | 3 – 1                                                                   | Svizzera                                                                | Coppa Internazionale 1927-1930                                          | 1                                                                       |                                                                         |
| 24-2-1929                                                               | Colombes                                                                | Francia                                                                 | 3 – 0                                                                   | Ungheria                                                                | Amichevole                                                              | -                                                                       |                                                                         |
| 14-4-1929                                                               | Berna                                                                   | Svizzera                                                                | 4 – 5                                                                   | Ungheria                                                                | Coppa Internazionale 1927-1930                                          | -                                                                       |                                                                         |
| 1-6-1930                                                                | Budapest                                                                | Ungheria                                                                | 2 – 1                                                                   | Austria                                                                 | Amichevole                                                              | -                                                                       |                                                                         |
| 21-9-1930                                                               | Vienna                                                                  | Austria                                                                 | 2 – 3                                                                   | Ungheria                                                                | Amichevole                                                              | -                                                                       |                                                                         |
| 28-9-1930                                                               | Dresda                                                                  | Germania                                                                | 5 – 3                                                                   | Ungheria                                                                | Amichevole                                                              | -                                                                       |                                                                         |
| 26-10-1930                                                              | Budapest                                                                | Ungheria                                                                | 1 – 1                                                                   | Cecoslovacchia                                                          | Amichevole                                                              | -                                                                       |                                                                         |
| 22-3-1931                                                               | Praga                                                                   | Cecoslovacchia                                                          | 3 – 3                                                                   | Ungheria                                                                | Coppa Internazionale 1931-1932                                          | -                                                                       |                                                                         |
| 19-6-1932                                                               | Berna                                                                   | Svizzera                                                                | 3 – 1                                                                   | Ungheria                                                                | Coppa Internazionale 1931-1932                                          | -                                                                       |                                                                         |
| Totale                                                                  |                                                                         | Presenze                                                                | 15                                                                      |                                                                         | Reti                                                                    | 3                                                                       |                                                                         |

## Palmarès

### Club

#### Competizioni nazionali
- Campionato ungherese: 2

Újpest: 1929-1930, 1930-1931

#### Competizioni internazionali
- Coppa dell'Europa Centrale: 1

Újpesti FC: 1929
- Coupe des Nations: 1

Újpest: 1930